# Edikt von Wieluń
Das Edikt von Wieluń war ein Edikt, das der polnische König Władysław II. Jagiełło 1424 in Wieluń gegen die Polnischen Hussiten erließ.

## Inhalt
Polnische Adelige, die sich an den hussitischen Kriegen in Böhmen beteiligten, sollten wie Hochverräter behandelt werden. Sie sollten aus dem Adelsstand ausgeschlossen und ihr Vermögen sollte eingezogen werden. Jedermann, der aus Böhmen zurückkehrte, sollte einen Treueid und das katholische Glaubensbekenntnis vor dem Bischof oder einem Inquisitionsgericht leisten. Allen polnischen Kaufleuten wurde der Handel mit Böhmen untersagt. 

## Hintergrund
Das Edikt wurde auf Druck der Kirche, insbesondere des neuen Krakauer Bischofs Zbigniew Oleśnicki, erlassen. Der König stand nicht hinter dem Edikt und es wurde kaum befolgt. Die hussitische Bewegung breitete sich mit stiller Unterstützung des polnischen Königshofs weiter in den 1420er und 1430er Jahren im Königreich Polen bis zur Schlacht bei Grotniki 1439 aus.